# Скаленски мишићи
Скаленски мишићи су група вратних мишића, која је локализована у дубоком слоју предње стране вратне мускулатуре. Простиру се од попречних наставака вратних кичмених пршљенова до прва два ребра. У ову групу спадају следећи мишићи:
- предњи скаленски мишић,
- средњи скаленски мишић,
- задњи скаленски мишић и
- најмањи скаленски мишић.

Инервисани су од стране предњих грана вратних живаца, као и преткичмени мишићи. Дејство им је сложено и зависи од тачке ослонца. Уколико је она на доњим припојима, скаленски мишићи савијају врат према себи и истовремена га обрћу у супротном смеру. Ако је ослонац на пршљеновима, они подижу ребра и делују као помоћни мишићи у процесу дисања. Такође, учествују у стабилизацији цервикалног дела кичме.